# Nephodia ordaea
Nephodia ordaea är en fjärilsart som beskrevs av Druce 1893. Nephodia ordaea ingår i släktet Nephodia och familjen mätare. Inga underarter finns listade i Catalogue of Life.